# Ludwika Meklemburska
Ludwika Meklemburska duń. Louise (ur. 28 sierpnia 1667 w Güstrow, zm. 15 marca 1721 w Kopenhadze) – królowa Danii i Norwegii. Jej rodzicami byli książę Meklemburgii-Güstrow Gustaw Adolf (1633-1695) i jego małżonka Magdalena Sybilla z Holstein-Gottorp.

## Małżeństwo i życie w Danii
5 grudnia 1695 w Kopenhadze Ludwika poślubiła dziedzica korony duńskiej księcia Fryderyka, który w roku 1699 zasiadł na tronie jako Fryderyk IV (1671-1730). Koronacja pary królewskiej miała miejsce w 1700 w kaplicy zamku Frederiksborg. Przyszły król poznał Ludwikę podczas pobytu na dworze meklemburskim w czasie jednej ze swoich podróży zagranicznych. Źródła podają sprzeczne wiadomości odnośnie do powodu zawarcia tego małżeństwa: niektóre mówią o małżeństwie z rozsądku inne o małżeństwie z miłości. Jeśli jednak nawet było to małżeństwo z miłości, to Fryderykowi minęła ona dość szybko: już po 8 latach małżeństwa popełnił bigamię poślubiając Helene von Vieregg. Później doszło do podobnego w charakterze związku z Anną Zofią Reventlow. Królowa Ludwika większość swego żywota w Danii spędziła bez męża wiodąc samotne życie z dala od dworu, gdzie była jedynie malowaną królową. Swoimi eskapadami erotycznymi król ranił Ludwikę, która z latami pogrążała się w goryczy i szukała ucieczki w religijności naznaczonej pietyzmem. Swoim dzieciom zaszczepiła nienawiść do Anny Zofii Reventlow, którą nazywała po niemiecku (bo nigdy nie nauczyła się duńskiego) die Hure (ladacznica).

## Potomstwo
Królowa dała Fryderykowi IV następujące potomstwo:
- Chrystiana (1697-1698)
- Chrystiana, późniejszego króla Danii Chrystiana VI
- Fryderyka Karola (1701-1702)
- Jerzego (ur. i zmarłego w 1704)
- Karolinę Amelię (1706-1782), która nigdy nie wyszła za mąż.

## Śmierć
Królowa Ludwika zmarła w Kopenhadze i została pochowana w katedrze w Roskilde.